# 太田垣立郎
太田垣 立郎（おおたがき たつお、1950年7月30日 - 2016年2月29日）は、日本の経営者。

## 来歴・人物
東京都出身。1973年に慶應義塾大学商学部を卒業し、同年に三越に入社した。2002年に執行役員に就任し、2007年2月に常務、2008年3月に専務を経て、2010年6月に岩田屋社長に就任し、同年10月には岩田屋三越社長に就任した。2014年4月から2015年4月までに会長を務めた。
2016年2月29日、病気のために死去。65歳没。